# Han-Won Lee
Han-Won Lee (18 de mayo de 1962) es un deportista estadounidense que compitió en taekwondo. Ganó tres medallas en el Campeonato Panamericano de Taekwondo entre los años 1984 y 1990.

## Palmarés internacional
| Campeonato Panamericano | Campeonato Panamericano | Campeonato Panamericano | Campeonato Panamericano |
| Año                     | Lugar                   | Medalla                 | Categoría               |
| ----------------------- | ----------------------- | ----------------------- | ----------------------- |
| 1984                    | Paramaribo (Surinam)    | Medalla de oro          | –60 kg                  |
| 1986                    | Guayaquil (Ecuador)     | Medalla de bronce       | –58 kg                  |
| 1990                    | Bayamón (Puerto Rico)   | Medalla de plata        | –58 kg                  |